# Leptodactylodon boulengeri
Leptodactylodon boulengeri là một loài ếch thuộc họ Astylosternidae.
Loài này có ở Cameroon và có thể cả Nigeria.
Môi trường sống tự nhiên của chúng là vùng núi ẩm nhiệt đới hoặc cận nhiệt đới, sông ngòi, đầm lầy, vùng nhiều đá, và rừng thoái hóa nghiêm trọng.
Chúng hiện đang bị đe dọa vì mất môi trường sống.